# جورج شاين (طبيب)
جورج شاين، دكتور في الطب، وعضو في الكلية الملكية، ومهتم بالتعليم، وعضو في جمعية الإحصاء الملكية (1672–1743)، كان طبيبًا، ومعالجًا نفسيًا رائدًا، وفيلسوفًا، وعالم رياضيات.

## حياة
كان جورج شاين طبيبًا نيوتونيًا وبهمنيًا، منغمسًا بعمق في التصوف. ولد عام 1672 في ميثليك، بالقرب من أبردين في اسكتلندا، وعمد في ماينز أوف كيلي، ميثليك، أبردينشاير، في 24 فبراير 1673. وتوفي في باث في 12 أبريل 1743. وتظهر الكتب التي نشرها خلال حياته اهتمامه الواسع الذي امتد من الطب والفلسفة الطبيعية إلى الدين والميتافيزيقا وعلم الفلك والرياضيات. كانت كتبه ناجحة جدًا في معظم الأحيان، ونتيجة لذلك ترجمت إلى لغات أخرى، على سبيل المثال. اللاتينية والهولندية والفرنسية والإيطالية والألمانية. طبع الطابع والمؤلف صامويل ريتشاردسون العديد من كتبه. من بين العديد من الآخرين، أحب عمله توماس جراي، وصامويل جونسون، وجون ويسلي، وجون بيروم، وإدوارد يونغ. ومن بين عملائه ألكسندر بوب وجون جاي وصامويل ريتشاردسون. يعرف هذه الأيام بمساهمته في النظام النباتي.
كان شاين على دراية بالسير إسحاق نيوتن وحث نيوتن على نشر كتابه التربيعات ومعه كتابه الضوء والألوان. عرض عليه نيوتن لاحقًا دعمًا ماليًا لنشر Fluxionummethus inversa (الطريقة العكسية للتدفقات)، لكنه رفض العرض على ما يبدو. ورفض نيوتن رؤيته مرة أخرى.
لم يعتقد شاين أن الوضع الحالي للأشياء هو منذ الأزل. باستخدام استعارة (قطعة من الساعة)، يجادل بأنه عندما يعتمد شيء على شيء آخر كسبب له، فإن هذا يعني أن الشيء الأول موجود وقد يوجد الثاني. ويضيف: أزل الشمس ولن يكون هناك فاكهة، وأزل القمر وستركد البحار، ودمر جونا وسننتفخ مثل الفئران المسمومة. لذلك، فمن المستحيل تمامًا، بحسب تشيني، أن يكون أي نوع من أنواع الحيوانات أو الخضار موجودًا منذ الأزل.
كتب شاين أيضًا عن الحمى والاضطرابات العصبية والنظافة. في عام 1740، كتب مقالة عن النظام، وغالبًا ما يقتبس النباتيون ونشطاء حقوق الحيوان هذا العمل، ولا سيما المقطع التالي:
إن رؤية التشنجات والآلام والعذابات التي يتعرض لها مخلوق فقير، لا يمكنهم استعادته أو تعويضه، يموت من أجل إرضاء الترف ودغدغة الأعضاء القاسية والرتبة، يجب أن يتطلب قلبًا صخريًا، ودرجة كبيرة من القسوة والشراسة. ولا أجد فرقًا كبيرًا بين أكل لحم الإنسان وأكل لحم الحيوان، إلا العرف والعادة.
وفي حديثه من تجربته الشخصية، أكد شاين أن الاكتئاب العقلي يصيب الأشخاص الأذكياء وليس البلهاء، وكتب أن أولئك الذين هم من أكثر الأجزاء الطبيعية حيوية وأسرع ... والذين تكون عبقريتهم أكثر ذكاءً واختراقًا كانوا الأكثر عرضة لمثل هذه الاضطرابات. الحمقى، الضعفاء أو إن الأشخاص الأغبياء، ذوي النفوس الثقيلة والمملة، نادرًا ما ينزعجون من الأبخرة أو انخفاض الأرواح.
التعليم
ذهب شاين إلى جامعة إدنبرة وجامعة أبردين لدراسة الطب. خلال هذه السنوات ربما قضى فترة وجيزة في ليدن. بعد أن أنهى دراسته ذهب إلى لندن عام 1701 حيث بدأ ممارسة المهنة وأصبح زميلًا في الجمعية الملكية عام 1702. يصف شاين حياته الخاصة حتى عام 1733 في كتابه الداء الإنجليزي.

## حياة عائلة تشيني
تزوج شاين من مارغريت ميدلتون حوالي عام 1712 أو قبل ذلك. كان لديهم ثلاثة أطفال على قيد الحياة، فرانسيس، الذي تم تعميده في 23 أغسطس 1713 في أبرشية سانت مايكل في باث، بيجي (مارغريت)، وجون، الذي ربما ولد عام 1717. أصبح جون نائبًا لبريجستوك في نورثهامبتونشاير.